# 比利肯

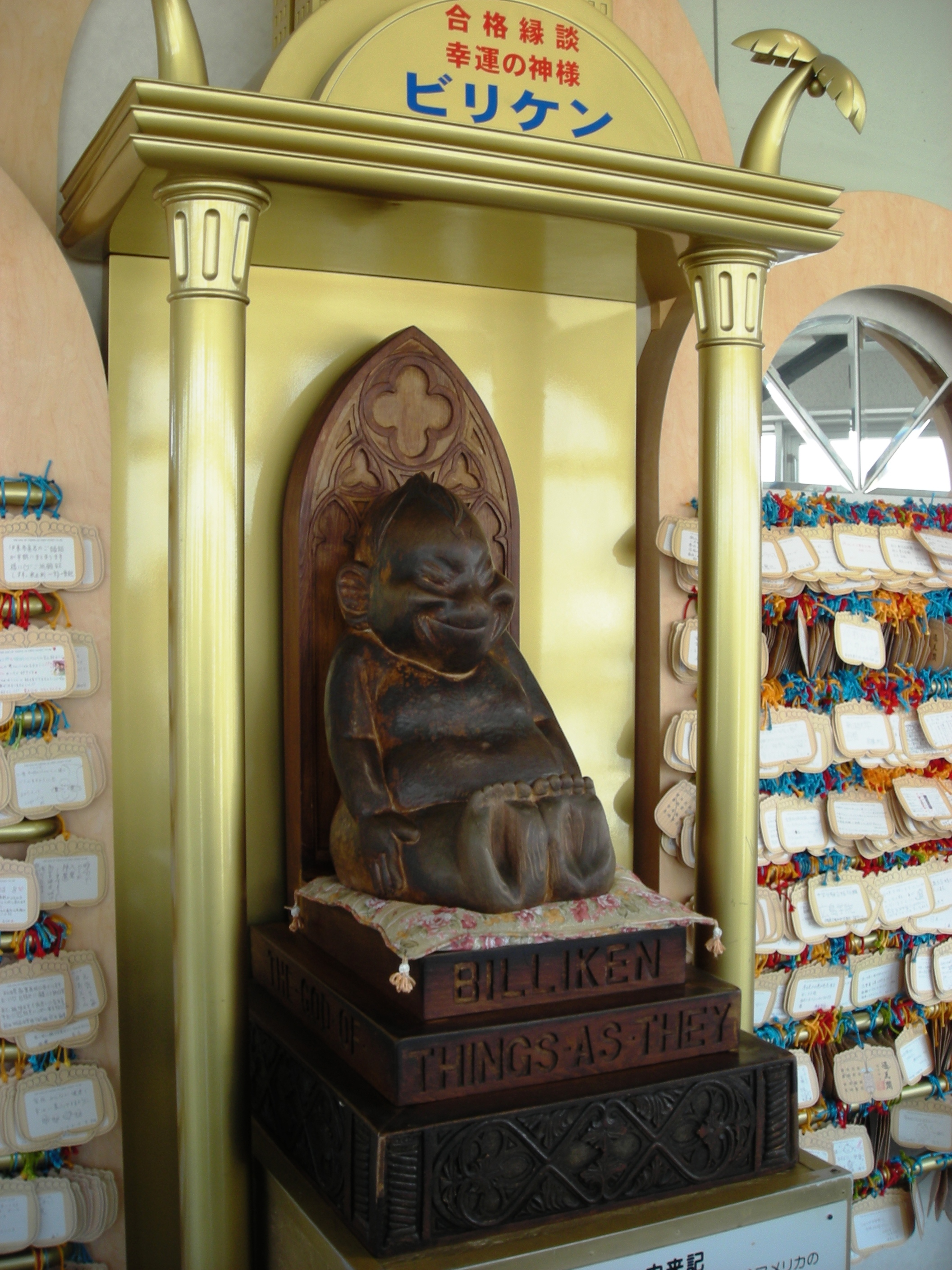
大阪市通天閣的第二代比利肯塑像

比利肯（英語：Billiken）乃日本一種頭部呈尖狀、瞇眼、嘴角向上揚、嬰孩形象的幸運之神神像，尤其以大阪府大阪市通天閣裡的第二代比利肯神像最為出名，通常被暱稱為比利肯先生（日語：ビリケンさん）。
一般人認為，替神像的腳底板搔癢可以帶來好運。此外，比利肯亦為美國密蘇里州聖路易斯大學的吉祥物。

## 概要
比利肯的形象乃是1908年（明治41年）由美國密蘇里州堪薩斯城的美術教師佛羅倫斯·普雷茲（Florence Pretz）所創作，據說是該名女教師夜裡做夢的靈感。至於該名稱的來歷，一般認為是當時美國總統塔夫脱的小名；不過近年的研究發現，加拿大詩人布里斯·卡爾曼）在1896年出版的詩集《更多流浪者的組曲》（More Songs from Vagabondia，暫譯）收錄了一篇〈月亮先生：小人物之歌〉（Mr. Moon: A Song Of The Little People，暫譯），女教師普雷茲可能將裡面一個角色命名成比利肯。
1909年（明治42年）之際，比利肯傳入日本；兩年後被大阪的纖維公司神田屋田村商店（今更名為田村駒株式會社）申請登錄為商標，作為促銷用的廣告識別物。該公司在雜誌上刊載的廣告中，將比利肯喻為「世界性的福神」，並且製作5寸5分高（約16.665公分）的石膏製神像，每尊售價1日圓85錢。自此之後，比利肯開始橫掃全日本，廣泛地被商家、花街當作吉祥物使用。1912年（明治45年）大阪新世界的「月世界」遊樂園（（日語）ルナパーク）開幕，安置了一座當時火紅的石膏製比利肯神像，但是後來遊樂園歇業，該神像卻下落不明。
1979年（昭和54年）大阪通天閣設置「通天閣相互接觸廣場」（（日語）通天閣ふれあい広場，暫譯），比利肯的雕像再度復活。該雕像按照戰前兵庫縣伊丹市雕刻家安藤新平的比利肯木雕作品復原，高55公分、寬36公分、深41公分，成為通天閣出名的標誌。1996年導演阪本順治甚至以通天閣為背景，攝製了一齣名為《比利肯》的電影。2012年5月通天閣為了慶祝成立100周年紀念，改推出第三代的比利肯雕像。該物以樟木製成，尺寸比第二代更大，頭髮更以金箔貼覆。至於引退的第二代雕像則成為「通天交響樂團」（現改稱「〔畫架藝術工房〕」）的一員，在該樂團的大阪府柏原市據點和團員們住在一起，並共同參與「遞送元氣、希望和幸福」（（日語）元気と希望とラッキーを届ける）的巡迴表演活動。
比利肯作為一種幸運符，在費雯·麗和羅伯特·泰勒的電影《魂斷藍橋》中多次出現。它被用作一種轉場手法，既能喚起對男主角羅伯特泰勒的回憶，又能隨著情節的展開將電影中的幾個場景聯繫起來。

## 逸聞
- 第18任內閣總理大臣寺內正毅因為有著尖尖的光頭、雙眼往上吊，加上寺內內閣乃不屬任何政黨的「非立憲（（日語）ヒリッケン，音近比利肯）内閣」，報紙媒體遂將寺內稱呼為「比利肯宰相」。據說寺內非但不排斥這個稱呼，反而買了三個比利肯雕像作為收藏[7]。
- 日本有人將前端尖尖、主體細長的電燈泡稱為比利肯燈泡（（日語）ビリケン球或ピリケン球）。
- 2009年成立的（（日語）大阪Gold Villicanes棒球隊（日语：大阪ゴールドビリケーンズ）），其名稱來自比利肯[8]，隸屬於（（日語）日本未來棒球聯盟（日语：ジャパン・フューチャーベースボールリーグ））。

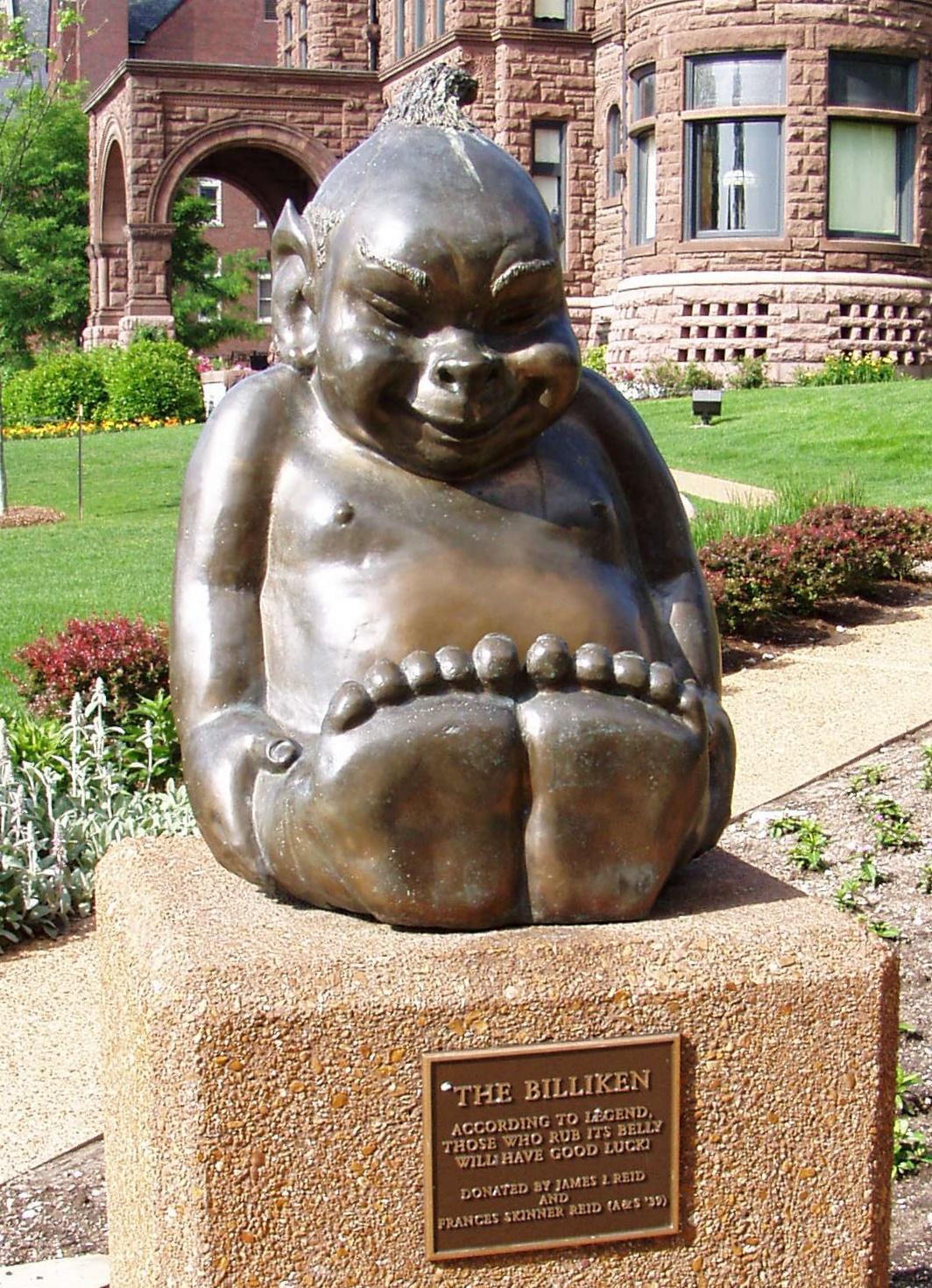
美國聖路易斯大學的比利肯雕像
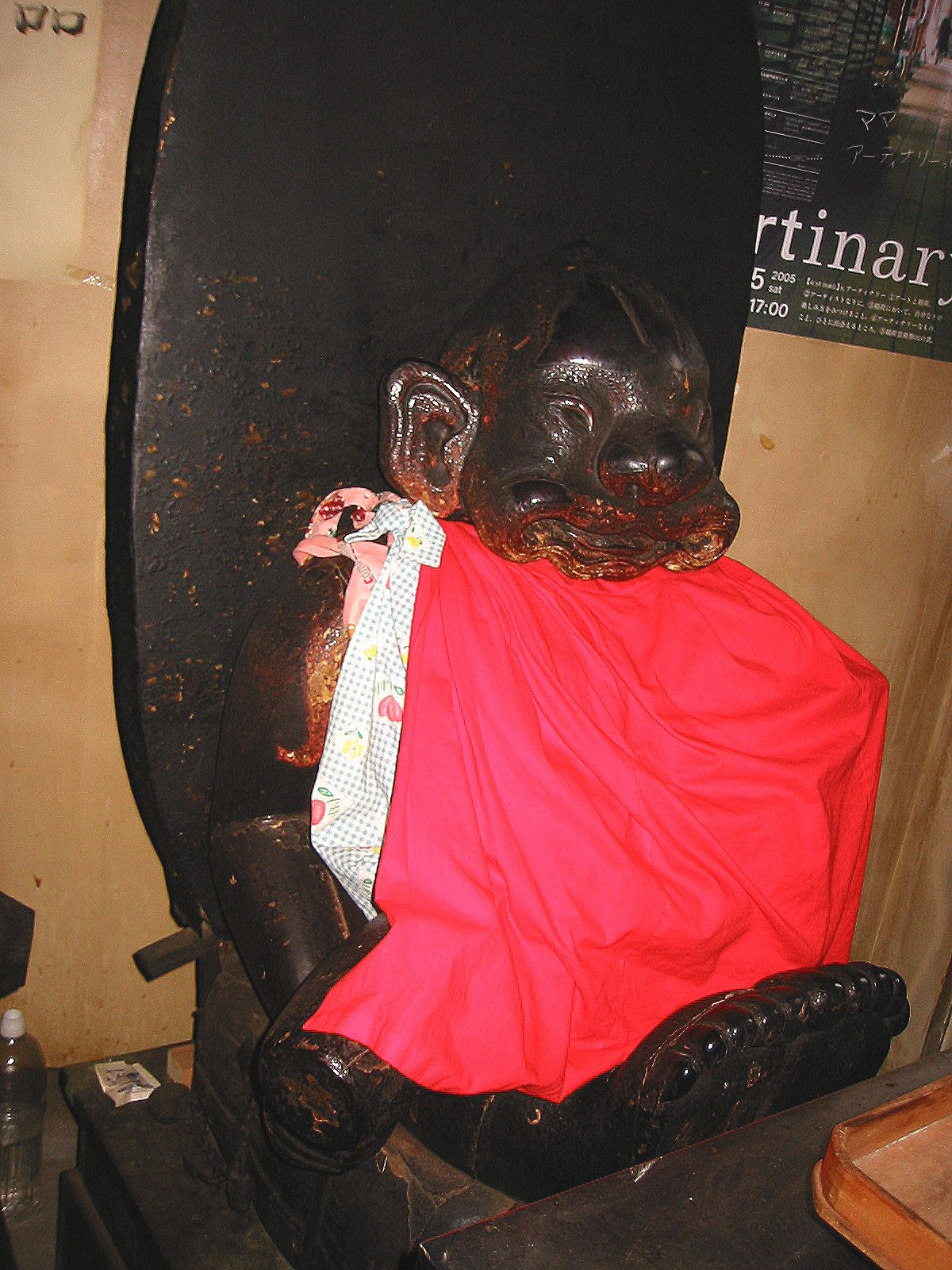
神戶市松尾稲荷神社的比利肯雕像
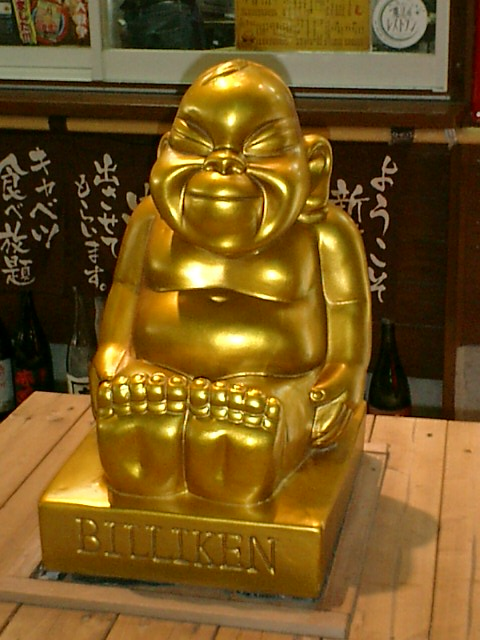
大阪市新世界「壹番」店門口的比利肯雕像
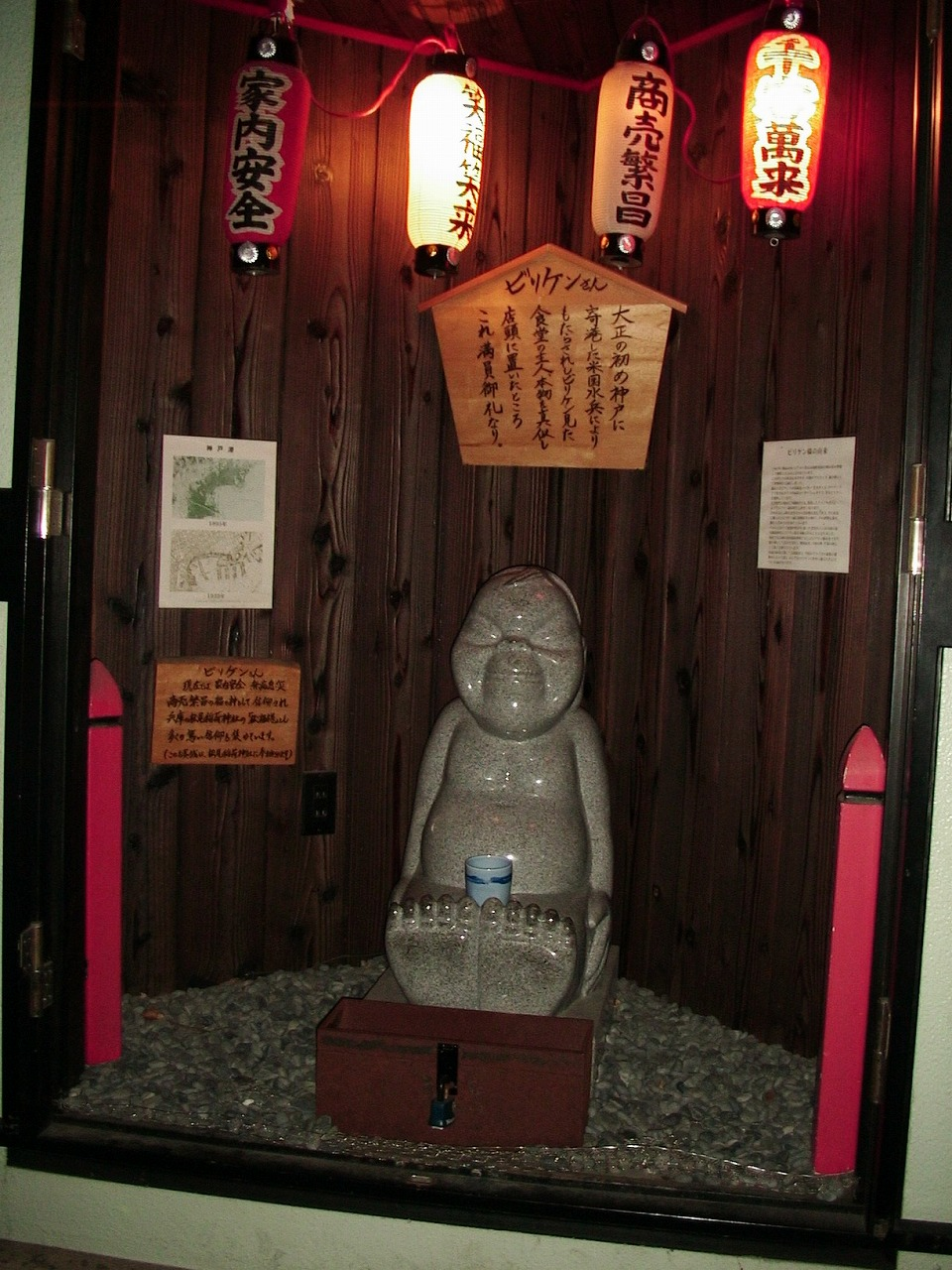
神戶市三之宮的比利肯雕像
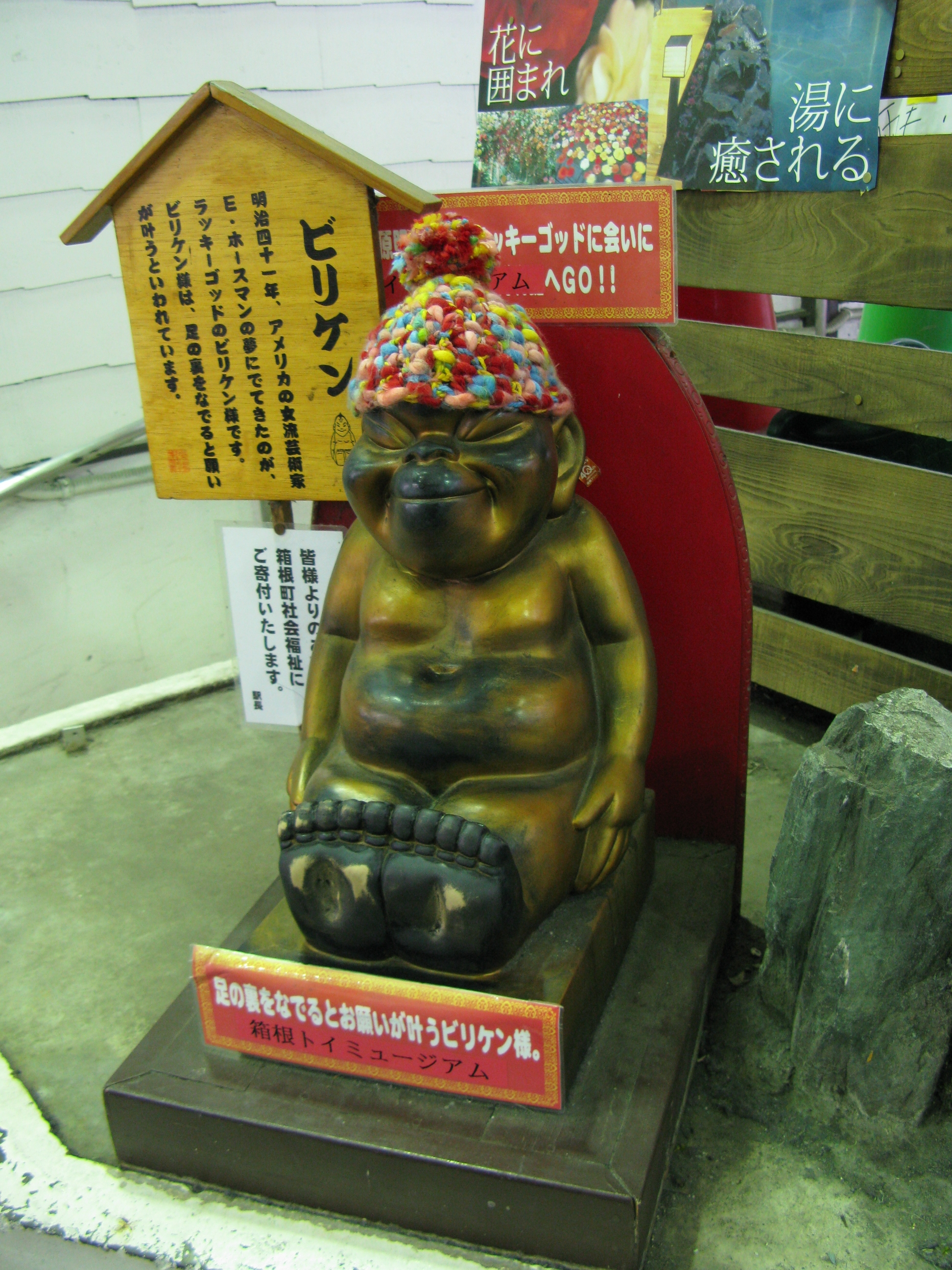
箱根湯本站站台的比利肯雕像
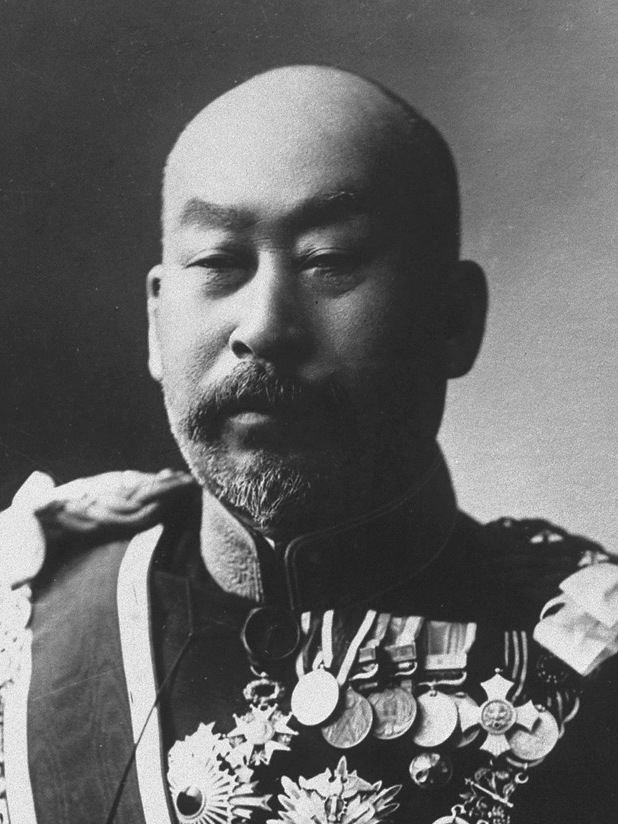
被稱為「比利肯宰相」的寺内正毅

## 內部連結
- 福天
- 通天閣
- 比利肯 (電影)
- 寺內正毅

## 外部連結
- （日語）通天閣公認ビリケン 公式サイト （页面存档备份，存于）
- （日語）ビリケンさんと田村駒
- （日語）二〇世紀ひみつ基地幸福の神「ビリケンさん」大流行 （页面存档备份，存于）